# A jelenés (film, 2012)
A jelenés (eredeti cím: The Apparition) 2012-ben bemutatott amerikai természetfeletti horror-thriller, melyet Todd Lincoln írt és rendezett. A főszereplők Ashley Greene, Sebastian Stan, Tom Felton, Julianna Guill és Rick Gomez. A film bevételi szempontból megbukott és a kritikusok is 2012 legrosszabb horrorfilmjei közé sorolták.

## Történet
|  | Alább a cselekmény részletei következnek! |

1973. május 21.-én, hat ember elvégzi az úgynevezett Charles kísérletet: Egy parapszichológiai kísérlet, amelyben nézik az elhunyt férfi, Charles rajzát, remélve, hogy meg tudják idézni a szellemét. Évekkel később, négy főiskolai hallgató, Patrick (Tom Felton), Lydia (Julianna Guill), Ben (Sebastian Stan) és Greg (Luke Pasqualino) ismét megpróbálják a Charles kísérletet, ezúttal szélesebb körben, a modern technológiának köszönhetően. A kísérlet során valami megtámadja a fiatalokat, és Lydiát belehúzza a falba.
Valamivel később, Ben és a barátnője, Kelly (Ashley Greene) együtt élnek. Az egyik este észreveszik, hogy égésnyomok vannak a konyhapulton. Egyaránt Kelly, tárva-nyitva találja az ajtókat, annak ellenére, hogy bezárta őket. Úgy döntenek, hogy kicserélik a zárakat és biztonsági kamerákat szerelnek fel a házukra. Később, Kelly nagy mennyiségű penészt és spórát talál elterjedve a konyhapadlón, miközben Ben az alá kúszik. Ben 36 "sürgős" e-mailt kap Patricktól, hogy tájékoztassa egy újabb Charles kísérletről, majd figyelmezteti, hogy "nem sikerül", és végül "veszélyben vannak".
Miután szemtanúi lesznek a jelenésnek, a fiatal pár elmegy egy motelbe, de ott is megtámadják őket. Ahogy menekülnek, felhívja őket Patrick, hogy találkozzanak vele. Patrick kifejti, hogy a kezdetleges kísérletben egy rosszindulatú szellem lépett át a világba, és csak tudott életben maradni, mert a szobájában egy ketrecet épített, amit negatív áram vesz körül, hogy megvédje a szellemtől. Együttesen visszatérnek Kelly és Ben házába, hogy kipróbáljanak egy új kísérletet, számos segédeszközzel. A kísérlet során a ház elkezd rázkódni és repedezni, majd hirtelen megáll. Míg Kelly és Ben kinn vannak, Patricket valami behúzza a sötétbe és eltűnik. Mivel nem találják, elhagyják otthonukat és elmennek Patrick házába, az ott lévő "biztonságos" szobába.
Bent a szobában hallják Patrick személyes naplóját lejátszani, beleértve az eredeti kísérleti tagokat is. Hatjukból, kettő meghalt, az egyik öngyilkosságot követett el, a másik három pedig eltűnt. Miután belépnek a biztonságos ketrecbe, hirtelen Ben eltűnik onnan. Kelly kilép a ketrecből és megtalálja az egyik ajtó mögött, Ben eltorzított holttestét. Patrick a beszédjében azt is kifejti, hogy a szellem egyre erősebbé válik, ahogy gyűjti az áldozatait, és ők túl gyengék ahhoz, hogy ellenállni tudjanak.
Menekülés nélkül, Kelly kóborol és végül belép egy üres Costco üzletbe. Elsétálgat a kemping részlegig, majd belép az egyik sátorba és vár. Miután feladja magát, számos kéz jelenik meg mögötte, amely lassan megragadja, miközben a képernyő kezd elsötétedni.
|  | Itt a vége a cselekmény részletezésének! |

## Szereplők
| Színész         | Szerep  | Magyar hang       |
| --------------- | ------- | ----------------- |
| Ashley Greene   | Kelly   | Földes Eszter     |
| Sebastian Stan  | Ben     | Hamvas Dániel     |
| Tom Felton      | Patrick | Stern Dániel      |
| Julianna Guill  | Lydia   | Nemes Takách Kata |
| Rick Gomez      | Mike    | Sarádi Zsolt      |
| Luke Pasqualino | Greg    | Gacsal Ádám       |
| Anna Clark      | Maggie  | Jelinek Éva       |

## Médiamegjelenés
A film, az Amerikai Egyesült Államokban, 2012. november 27-én jelent meg DVD-n és BluRay-en. Magyarországon, csak DVD-n 2012. december 5-én.